# Buzzards Bay (Massachusetts)
Buzzards Bay ist ein Census-designated place (CDP) im Barnstable County des US-Bundesstaates Massachusetts der zur Stadt Bourne gehört. Die Bevölkerungszahl betrug 4.279 (Stand: Volkszählung 2020).

## Geographie
Buzzards Bay befindet sich am Ende einer Bucht, der Buzzards Bay sowie auf der nördlichen Seite des Cape Cod Canals, der in die Cape Cod Bay mündet. Gegenüber, auf der südlichen Seite des Kanals liegt Bourne. Die nächstgelegene Großstadt Boston befindet sich in einer Entfernung von rund 75 Kilometern im Norden.

## Geschichte
Die ersten Siedler nannten den Ort und die Bucht wegen der dort vorkommenden Vögel „Buzzards Bay“, verwechselten jedoch die Vogelarten, denn es war nicht der Truthahngeier (Cathartes aura), im englischen Sprachgebrauch als Buzzard bezeichnet, sondern der dort vorkommende Fischadler (Pandion haliaetus) (englisch: Osprey) gemeint.

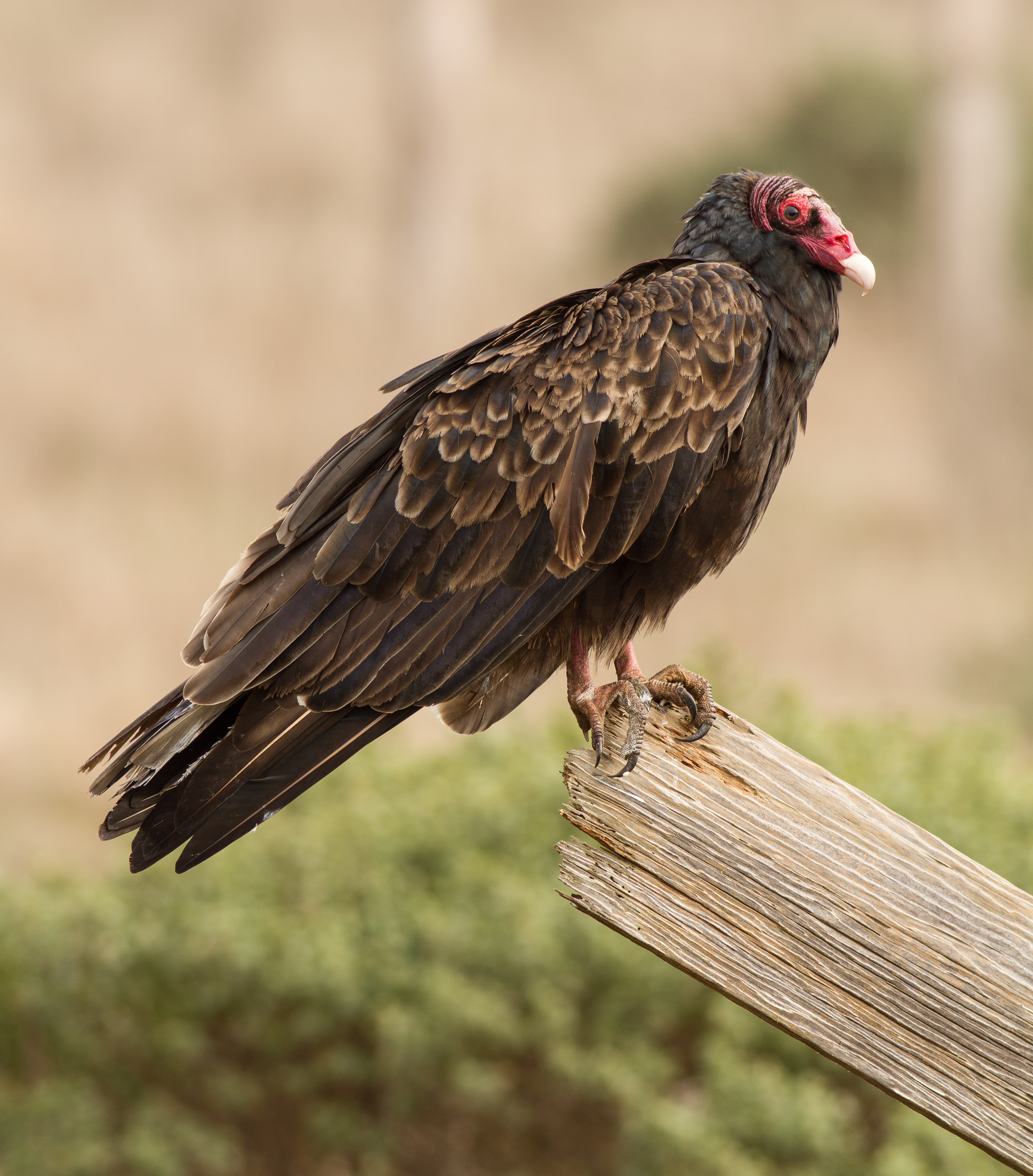
Truthahngeier (Buzzard), die fälschlicherweise als Namensgeber verwendete Vogelart

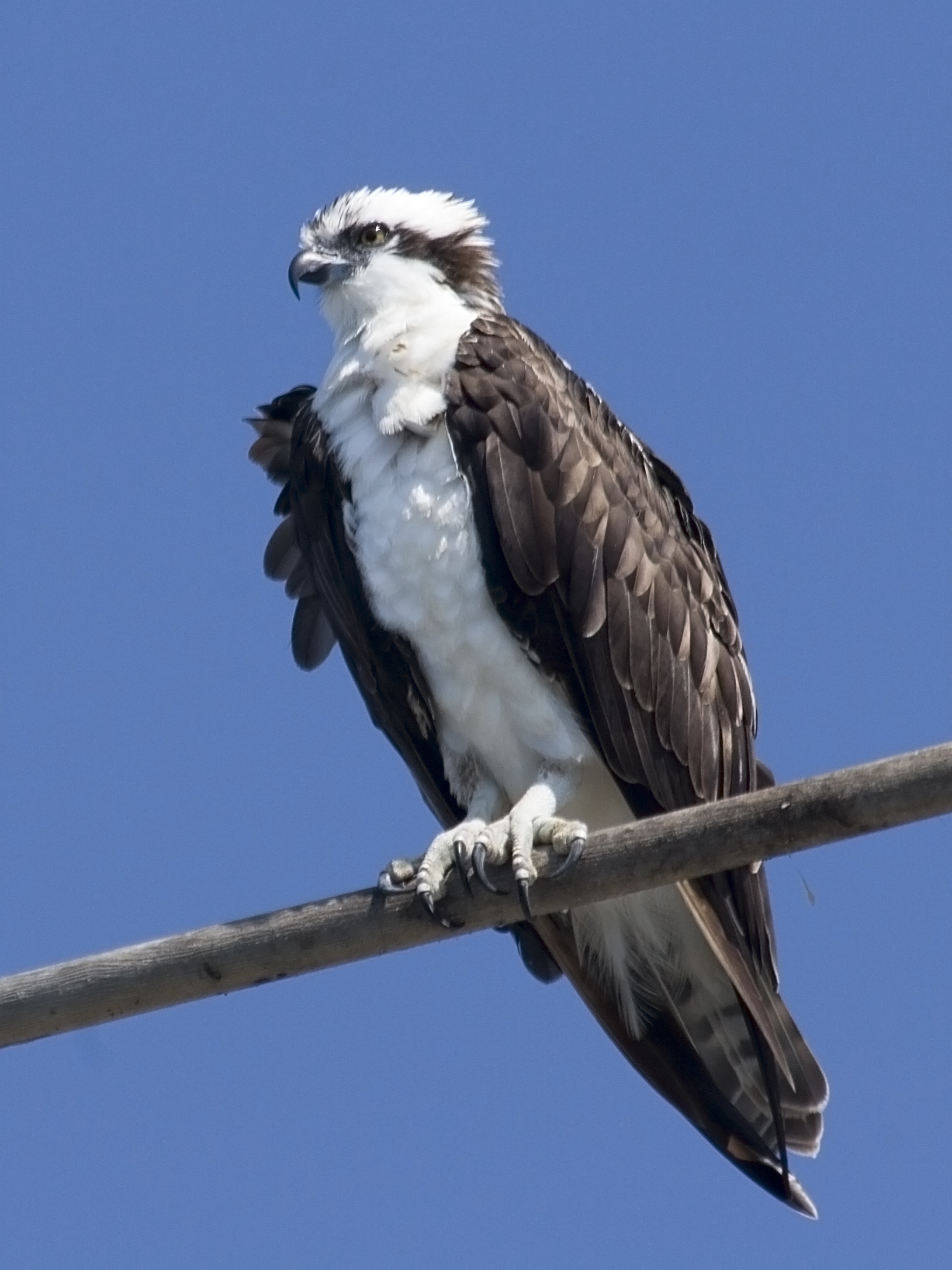
Fischadler (Osprey), der eigentlich als Namensgeber gemeinte Vogel

Von Zeit zu Zeit wird überlegt, den Ort in den besser passenden Namen Osprey Bay umzubenennen, bisher jedoch ohne Erfolg. Seit dem Jahr 1891 befindet sich die Massachusetts Maritime Academy in Buzzards Bay. Aufgrund der attraktiven Lage des Ortes gewinnen touristische Angebote zunehmend an Bedeutung. In Buzzards Bay befindet sich auch das National Marine Life Center, eine Non-Profit-Organisation, die sich nicht nur um die veterinärmedizinische Versorgung von verletzten Meerestieren kümmert und sich der wissenschaftlichen Erforschung widmet, das Zentrum steht für Besucher offen und bietet auch virtuelle Kurse mit Informationen über das Leben von Meerestieren an.

## Verkehr
Durch Buzzards Bay führt der U.S. Highway 6. Eine Eisenbahnhubbrücke, die Cape Cod Canal Railroad Bridge über den Cape Cod Canal verbindet Buzzards Bay mit Bourne und wird von der Eisenbahnlinie CapeFLYER genutzt. Der Logan International Airport befindet sich in einer Entfernung von ca. 80 Kilometern im Norden.

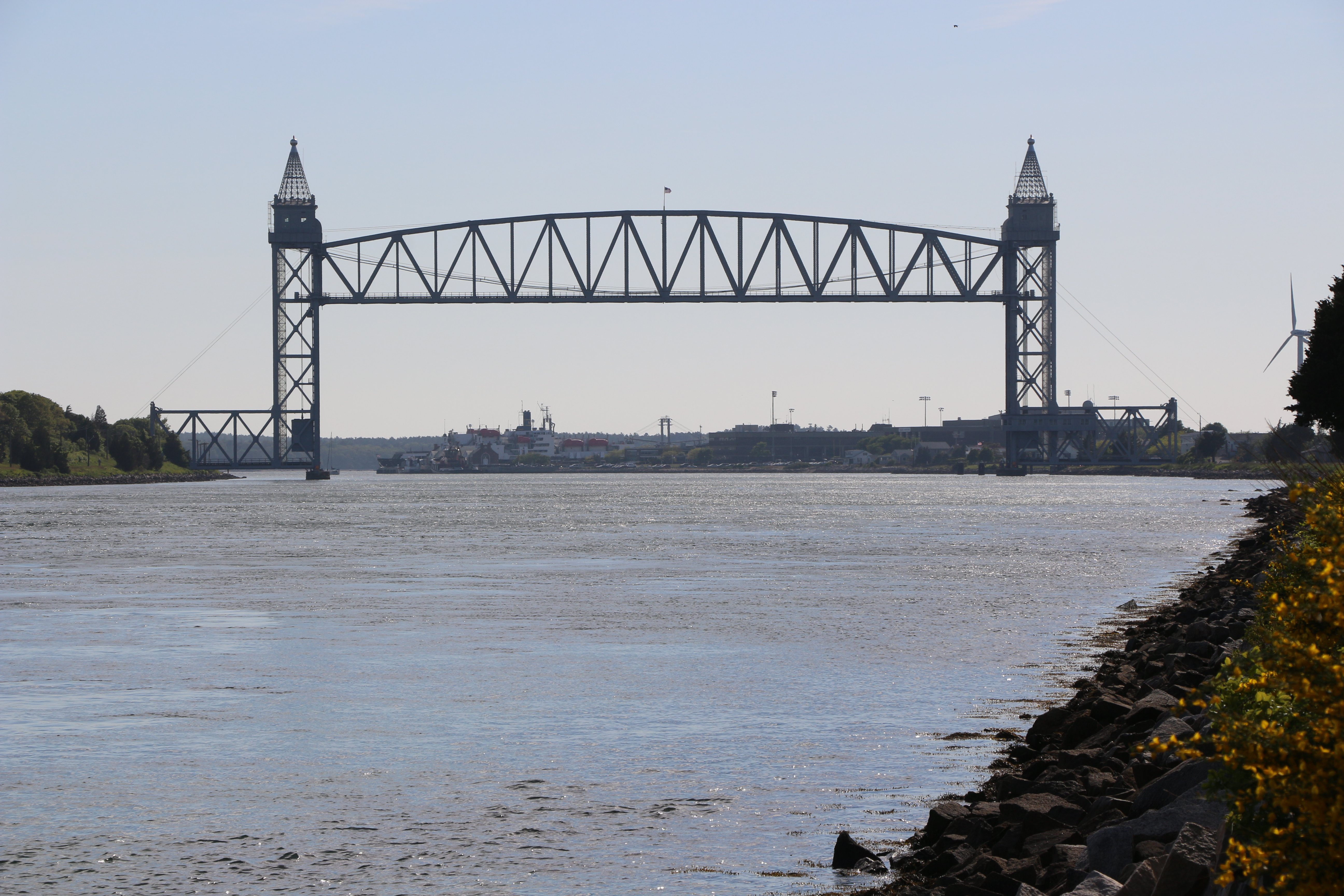
Cape Cod Canal Railroad Bridge in der angehobenen Position
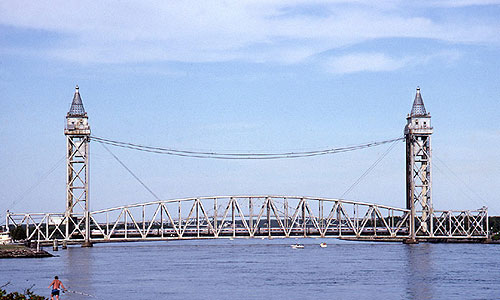
Cape Cod Canal Railroad Bridge in der abgesenkten Position
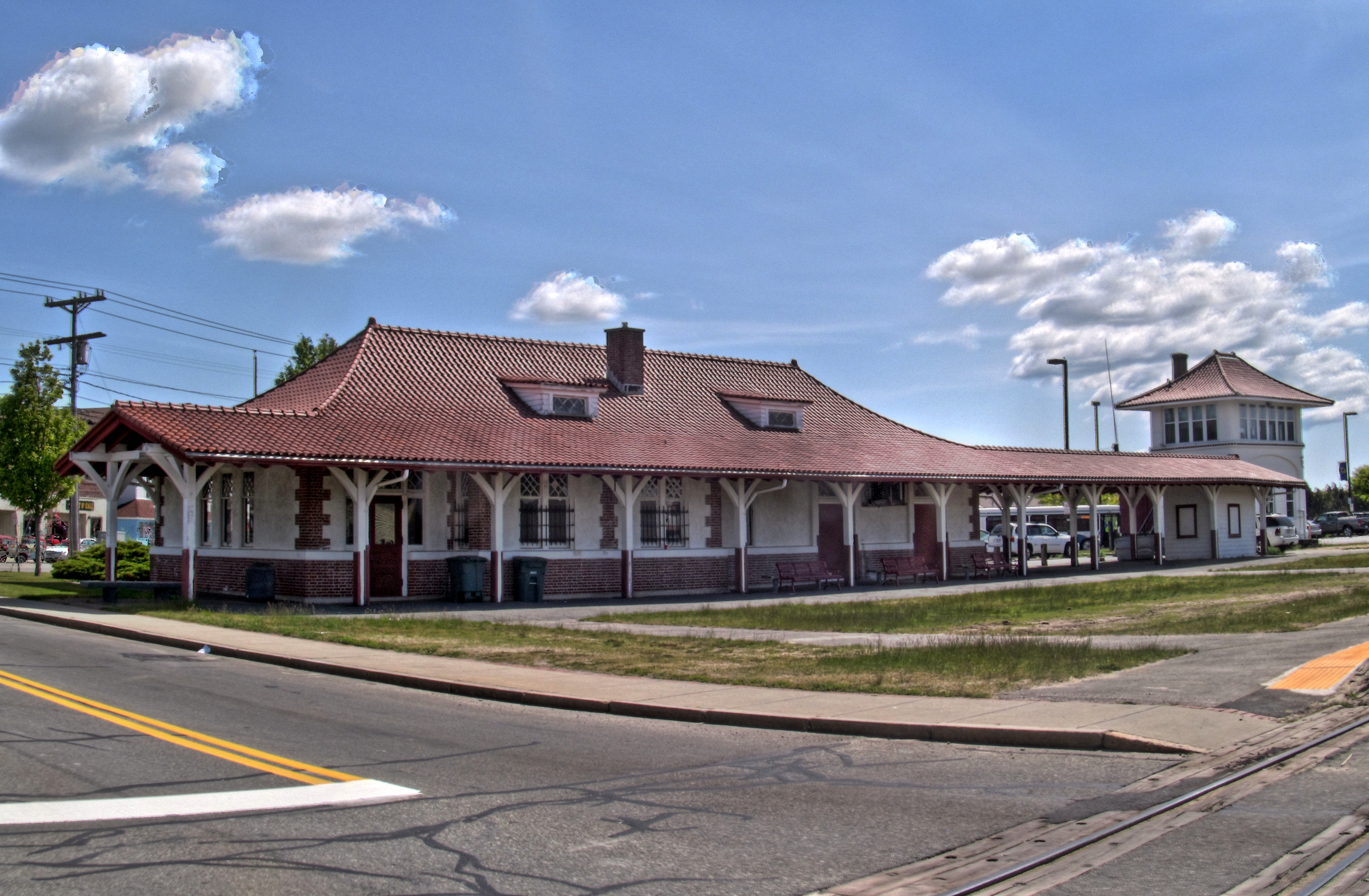
Buzzards Bay Eisenbahnstation

## Demografische Daten
Im Jahr 2010 wurde eine Einwohnerzahl von 3859 Personen ermittelt, was eine Steigerung um 8,7 % gegenüber dem Jahr 2000 bedeutet. Das Durchschnittsalter lag zu diesem Zeitpunkt mit 44,3 Jahren oberhalb des Wertes von Massachusetts, der 39,5 Jahre betrug. 19,8 % der heutigen Bewohner gehen auf Einwanderer aus Irland zurück. Weitere maßgebliche Zuwanderungsgruppen während der Anfänge des Ortes kamen zu 15,2 % aus Italien und zu 10,0 % aus England.